# Æthelric II
Æthelric II (... – circa 1076) è stato un vescovo cattolico inglese.
Fu il penultimo vescovo della diocesi inglese di Selsey in epoca medievale prima che la sede fosse trasferita a Chichester. È conosciuto con il nome di Æthelric II per distinguerlo da un precedente vescovo Æthelric della stessa diocesi. Consacrato vescovo nel 1058, fu deposto nel 1070 per ragioni sconosciute e quindi imprigionato dal re Guglielmo I d'Inghilterra. Era considerato uno dei maggiori esperti di diritto del suo tempo, e fu persino trasferito dalla sua prigione per partecipare al processo di Penenden Heath e testimoniare sulla legge inglese vigente prima della conquista normanna dell'Inghilterra.

## Giovinezza e consacrazione a vescovo
Prima di diventare vescovo, Æthelric era monaco del Christ Church Priory a Canterbury. Alcuni storici ritengono che potrebbe essere stato lo stesso Æthelric che era monaco a Canterbury e parente di Godwin, conte di Wessex. Quell'Æthelric fu eletto dai canonici della Cattedrale arcivescovo di Canterbury nel 1050, ma non fu confermato dal re Edoardo il Confessore, che invece insistette affinché diventasse arcivescovo Roberto di Jumièges. L'omonimia non è da sola una prova, perché il nome era relativamente comune nell'Inghilterra anglosassone. Altre prove a favore della possibilità che fossero la stessa persona includono sia il fatto che si riteneva che fosse stato ingiustamente deposto nel 1070 sia l'età avanzata del vescovo nel 1076.
A differenza della maggior parte dei vescovi inglesi dello stesso periodo, Æthelric fu consacrato vescovo nel 1058 da Stigand, arcivescovo di Canterbury, perché in quel momento quest'ultimo possedeva validamente il pallio, simbolo del potere metropolitico e dell'autorità di consacrare vescovi.
Ritenuto uomo molto dotto, fu consultato dallo scrittore Eadmero per avere informazioni utili alla stesura de La vita di San Dunstano.

## Deposizione
Æthelric fu deposto dal Concilio di Windsor il 24 maggio 1070 e imprigionato a Marlborough senza che ne fosse data una motivazione. Fu sostituito da Stigand (da non confondere con l'omonimo arcivescovo di Canterbury), che in seguito trasferì la sede della diocesi a Chichester. È possibile che la sua deposizione sia legata al fatto che in quel periodo la madre e la sorella del defunto re Aroldo si erano rifugiate presso il conte delle Fiandre: se Æthelric fosse stato imparentato con i Godwin, re Guglielmo potrebbe aver temuto che il vescovo avrebbe potuto usare la sua diocesi come base di una ribellione. Altre ragioni ipotizzate includono il fatto che Æthelric era stato consacrato da Stigand, tuttavia l'altro vescovo consacrato dallo stesso arcivescovo, cioè il vescovo di Rochester Siward, non fu deposto. In ogni caso va tenuto conto che Æthelric era un monaco e, pur non avendo una grande reputazione di santità, non era nemmeno ritenuto immorale. Papa Alessandro II ritenne che la sua deposizione non fosse avvenuta in modo canonico, e nell'autunno dell'anno seguente diede disposizione a re Guglielmo di reintegrarlo nella carica mentre l'arcivescovo Lanfranco di Canterbury avrebbe esaminato il caso. Tale disposizione però fu ignorata e la deposizione fu confermata al Concilio di Winchester il 1º aprile 1076; anche questa deposizione fu considerata non canonica, ma Æthelric non fu reintegrato nella carica, anche se, con ogni probabilità, fu rimesso in libertà.

## Penenden Heath e gli ultimi anni
Æthelric fu trasportato dalla prigione al processo di Penenden Heath contro Oddone di Bayeux, conte di Kent . I fatti si svolsero tra il 1072 e il 1076. Æthelric era il maggiore giurista inglese dell'epoca, e la sua testimonianza fu necessaria per illustrare le leggi fondiarie anglosassoni, in quanto il processo riguardava il tentativo di Lanfranco di Canterbury di riavere delle terre da Oddone.
Presumibilmente Æthelric morì poco dopo il processo, poiché era già vecchio quando vi prese parte.

## Genealogia episcopale
La genealogia episcopale è:
- Arcivescovo Stigand
- Vescovo Æthelric II